# 日本圖書號碼
- 圖中右下方ISBN4-0000-0000-0、C0000（C號碼）、¥0000E（售價）三部分文字構成日本圖書號碼。
- 圖中2段條碼即為書籍JAN號碼，由上方（圖中靠右）ISBN條碼及下方（圖中靠左）的條碼組成。

日本圖書號碼（日语：／）由ISBN，標識對象讀者、發行形態、内容分類的C號碼，以及圖書售價三部分組成，通常印刷在圖書背面。1981年起在日本逐漸推行。
由日本圖書號碼和JAN號碼組合而成的書籍JAN號碼（日语：／）於1990年3月制定，用於書店等出版流通領域。其分為2段條碼，第1段為「978」開頭的ISBN，第2段條碼則由C號碼等構成。此號碼需有償申請，標記亦非強制，但日本幾乎所有商業出版的新書籍都會取得及標上它。
在採用ISBN系統前，日本書籍出版協会及日本出版取次協会曾在1970年制定日本独有的「書籍號碼」（書籍コード）系統，後於1983年廢止。
隨著ISBN格式由10位修訂至13位，2007年1月起於日本新發售的書籍亦改為標示13位的ISBN，即在10位號碼前加上978-並重新計算檢查碼，與書籍JAN號碼的第1段條碼格式相同。

## C號碼
C號碼（Cコード、C-CODE）亦稱「圖書分類號碼」（図書分類コード），由4位數字組成，第1位代表販賣對象，第2位代表形態，第3、4位代表内容。前身為「書籍號碼」中的「分類號碼」（分類コード），現屬於日本圖書號碼的一部分。其中內容部分改編自日本十進分類法 (NDC) 的首2位，兩者有一些不同之處，如C號碼內容部分2位數字即可表示漫画作品（79），NDC需要4位（726.1）。
此號碼多寫成Cxxxx的形式，印刷於書籍背面。
例
- 漫畫書的C號碼為C9979（販賣對象9——比照雜誌處理，發行形態9——漫畫，内容79——漫畫･劇画）
- 文庫小說的C號碼為C0193（販賣對象0——一般，發行形態1——文庫，内容93——日本文学、小說･物語）
- 繪本的C號碼為C8771（販賣對象8——兒童，發行形態7——繪本，内容71——繪画･雕刻）

第1位（販賣對象）
- 0 一般
- 1 教養
- 2 實用
- 3 專門
- 4 檢定教科書・消費税非課税品・其他
- 5 婦人
- 6 学参I（小中）
- 7 学参II（高校）
- 8 兒童
- 9 比照雜誌處理

第2位（形態）
- 0 單行本
- 1 文庫
- 2 新書
- 3 全集･双書
- 4 雜誌書･其他
- 5 事･辞典
- 6 圖鑑
- 7 繪本
- 8 磁性媒体等
- 9 漫畫

第3、4位（内容）
- 00台（總記）
  - 00 總記
  - 01 百科事典
  - 02 年鑑･雜誌
  - 04 情報科学
- 10台（哲学･宗教･心理学）
  - 10 哲学
  - 11 心理（学）
  - 12 倫理（学）
  - 14 宗教
  - 15 佛教
  - 16 基督教
- 20台（歷史･地理）
  - 20 歷史總記
  - 21 日本歷史
  - 22 外国歷史
  - 23 傳記
  - 25 地理
  - 26 旅行
- 30台（社会科学）
  - 30 社会科学總記
  - 31 政治-含国防軍事
  - 32 法律
  - 33 經濟･財政･統計
  - 34 經營
  - 36 社会
  - 37 教育
  - 39 民族･風習
- 40台（自然科学）
  - 40 自然科学總記
  - 41 数学
  - 42 物理学
  - 43 化学
  - 44 天文･地学
  - 45 生物学
  - 47 医学･齒学･藥学

- 50台（工学工業）
  - 50 工学･工学總記
  - 51 土木
  - 52 建築
  - 53 機械
  - 54 電氣
  - 55 電子通信
  - 56 海事
  - 57 採礦･冶金
  - 58 其他工業
- 60台（產業）
  - 60 產業總記
  - 61 農林業
  - 62 水產業
  - 63 商業
  - 65 交通･通信
- 70台（藝術･生活）
  - 70 藝術總記
  - 71 繪画･雕刻
  - 72 写真･工藝
  - 73 音樂･舞踊
  - 74 演劇･電影
  - 75 体育･Sports
  - 76 諸藝･娛樂
  - 77 家事
  - 78 日記・手帳
  - 79 漫畫･劇画
- 80台（語学）
  - 80 語学總記
  - 81 日本語
  - 82 英美語
  - 84 德語
  - 85 法語
  - 87 各国語
- 90台（文学）
  - 90 文学總記
  - 91 日本文学總記
  - 92 日本文学詩歌
  - 93 日本文学、小說･物語
  - 95 日本文学、評論、随筆、其他
  - 97 外国文学小說
  - 98 外国文学、其他

## 書籍JAN號碼
```
上段: [9] [7] [8] [I
1
][I
2
][I
3
][I
4
][I
5
][I
6
][I
7
][I
8
][I
9
] [D]
```

[9][7][8]前綴
[I1]…[I9]ISBN（國家代碼+出版商代碼+書名代碼）
[D]檢查碼
```
下段: [1] [9] [2] [C
1
][C
2
][C
3
][C
4
][P
1
][P
2
][P
3
][P
4
][P
5
] [D]
```

[1][9][2]表明這是書籍JAN號碼的第2段（日本）。
[C1]…[C4]表示圖書分類（日本独自標準）。
[P1]…[P5]書籍售價（不含消費税）。
[D]檢查碼

### 引用
1. ↑  林安琪. . 全國新書資訊月刊. 2012-03, (159): 33–38.
2. ↑  宮沢厚雄 2015，第77頁.
3. ↑  宮沢厚雄 2015，第84頁.
4. 1 2 3  宮沢厚雄 2015，第78頁.

## 外部連結
- 日本書籍出版協会 （页面存档备份，存于），可查閲C號碼。
- ISBN號碼　資料集 （页面存档备份，存于），可查閲C號碼分類明細（日本圖書號碼管理中心提供）。
- 書籍JAN號碼、定期刊行物號碼（雜誌）的申請方法（Barcode屋） （页面存档备份，存于）